# Gymnomitrion verrucosum
Gymnomitrion verrucosum là một loài Rêu trong họ Gymnomitriaceae. Loài này được W.E. Nicholson mô tả khoa học đầu tiên năm 1930.